# 特呂耶爾河
特呂耶爾河（法語：Truyère，法語發音：[tʁyjɛʁ]）是法國的河流，位於該國西南部，屬於洛特河的右支流，河道全長167公里，流域面積3,300平方公里，平均流量每秒60立方米，發源自芒德，河口處在特吕耶尔河畔昂特赖格。

## 外部連結
- http://www.geoportail.fr （页面存档备份，存于）
- The Truyère at the Sandre database （页面存档备份，存于）